# Hermann Henkel
Hermann Henkel (ur. 1869 w Bielawie - zm. 26/27 października 1918) – niemiecki nauczyciel, propagator i działacz turystyczny z rejonu Gór Sowich. 
W latach 1905–1918 był sekretarzem bielawskiego Towarzystwa Sowiogórskiego (Eulengebirgsverein Langenbielau), a w latach 1915–1917 kierował nim (oddział ten przeżywał wówczas swoją największą świetność - zrzeszał ponad 500 członków). We współpracy z innymi towarzystwami górskimi propagowano turystykę w Górach Sowich oraz przystosowywano ją dla potrzeb turystów poprzez znakowanie szlaków, budowę schronisk, miejsc wypoczynku i wież widokowych. Prowadzono także działalność wydawniczą.
Hermann Henkel aktywnie propagował także sporty zimowe - założył w Bielawie Klub Narciarski (Schneeschuh-Klub), który w 1912 przekształcił się w Towarzystwo Sportów Zimowych (Wintersportverein Langenbielau). W jego ramach organizował zawody narciarskie oraz wyznaczał tyczkami zimowe trasy górskie dla narciarzy.
Najwięcej uwagi poświęcał prawidłowemu oznaczeniu szlaków turystycznych - w 1912 sowiogórskie towarzystwa górskie powołały komisję, z Henklem jako przewodniczącym, której celem było ujednolicenie systemu znakowania oraz uzupełnienie dotychczasowego stanu o nowe szlaki. Głównym założeniem było, aby szlaki zaczynały swój bieg na dworcach lub stacjach bardziej rozbudowanej niż obecnie sieci kolejowej. Kolejnym zadaniem, przy którym pracował Hermann Henkel, było połączenie trasą turystyczną Gór Sowich z Ziemią kłodzką oraz szlakami Sudetów Zachodnich.
Zmarł w nocy z 26 na 27 października 1918 - przyczyną było zapalenie płuc, będące następstwem przebytej grypy "hiszpanki".

## Upamiętnienie
W czerwcu 1921 na Niedźwiedziej Skale (Bärenstein), niedaleko Koziej Równi, odsłonięto brązową tablicę upamiętniającą Hermanna Henkla. Wśród ponad stu uczestników uroczystości był m.in. przewodniczący bielawskiego Towarzystwa Sowiogórskiego Wolfgang Dierig, przewodniczący Federacji Towarzystw Górskich przy Wielkiej Sowie (Verband der Gebirgsvereine an der Eule) Wilhelm Kordhanke, przedstawiciele innych towarzystw górskich oraz rodzina (żona z najmłodszym synem i brat Paul) i przyjaciele. Odsłonięciu towarzyszył występ chóru z Bielawy.
W 1938 nowo otwarte schronisko pod przełęczą Jugowską nazwano Henkelbaude (obecnie jest to schronisko Zygmuntówka).
Tablica na Niedźwiedziej Skale zaginęła po 1945, ale w 2004 odsłonięto w tym miejscu drugą, dwujęzyczną. Napis w języku polskim i niemieckim, ze słowami samego Henkla, brzmi:
W górach jestem znowu prawdziwym

człowiekiem; tam stajemy się braćmi

i wszystko co brzydkie i błahe opuszcza nas.

Auf den Bergen werde ich wieder ein

reiner Mensch; dort werden wir Brüder und

alles Hässliche und Kleine fällt von uns ab.